# Кочні (Шарканський район)
Ко́чні (рос. Кочни) — присілок у складі Шарканського району Удмуртії, Росія.

## Населення
Населення — 39 осіб (2010; 44 у 2002).
Національний склад станом на 2002:
- росіяни — 80 %

## Урбаноніми[3]
- вулиці — Перемоги